# Скот Паркер
Скот Метју Паркер (енгл. Scott Matthew Parker; Ламбет, Лондон, 13. октобар 1980) бивши је енглески фудбалер и садашњи фудбалски тренер.